# Britpop
Britpop é um movimento de música e cultura baseado
no Reino Unido em meados da década de 1990 que enfatizou o "Britanismo" e produziu um estilo de música pop cativante e suave, parte em reação à popularidade dos temas líricos mais pesados da música grunge dos Estados Unidos e também da cena shoegaze do próprio Reino Unido. As bandas mais bem sucedidas associadas ao movimento são Oasis, Blur, Suede e Pulp; esses grupos vieram a ser conhecidos como os "quatro grandes". O auge do Britpop é geralmente considerado o período entre 1993 e 1997; uma batalha nos charts entre Blur e Oasis apelidada de "A Batalha do Britpop" foi o epicentro das atividades do movimento. Enquanto a música era o foco principal, a moda, a arte e a política também se envolveram, com artistas como Damien Hirst envolvidos na criação de vídeos para o Blur e sendo rotulados como artistas de "Britart" ou "Britpop", e Tony Blair e New Labour alinhando-se com o movimento.
Embora o Britpop seja visto como uma ferramenta de marketing e mais um momento cultural do que um estilo ou gênero musical, existem convenções musicais que influenciaram as bandas agrupadas sob o termo Britpop, como mostrar elementos do pop britânico dos anos 60, glam rock e punk rock dos anos 70, e indie pop dos anos 80 em sua música, atitude e roupas. Uma influência que eles compartilhavam em particular era a banda The Smiths. Britpop era um movimento de mídia voltado para bandas que surgiram da cena musical independente no início da década de 1990 - e foi associado ao movimento cultural popular britânico da Cool Britannia, que evocou a revolução cultural jovem britânica dos anos 60 e a música pop de guitarra britânica dessa década. Na sequência da invasão musical no Reino Unido por bandas de grunge americanas, novos grupos britânicos como Blur e Suede lançaram o movimento posicionando-se como forças musicais opostas, referenciando a música de guitarra britânica do passado e escrevendo sobre temas e preocupações exclusivamente britânicas. Essas bandas logo foram acompanhadas por outras, incluindo Oasis, Pulp, The Verve, Supergrass, Cast, Placebo, Space, Sleeper e Elastica. Os grupos de Britpop trouxeram o rock alternativo britânico para o mainstream e formaram a espinha dorsal de um movimento cultural britânico maior chamado Cool Britannia - um período de maior orgulho na cultura do Reino Unido durante a maior parte da década de 1990, inspirado na cultura pop da década de 1960. "A Batalha do Britpop" trouxe o Britpop à vanguarda da imprensa britânica em 1995. No entanto, em 1997, o movimento começou a diminuir a velocidade; Muitos artistas do gênero começaram a vacilar e a romper. A popularidade do grupo feminino Spice Girls "arrebatou o espírito da era dos responsáveis pelo Britpop". Embora suas bandas mais populares pudessem espalhar seu sucesso comercial no exterior, especialmente para os Estados Unidos, o
movimento desmoronou em grande parte até o final da década de 90.

## Influências

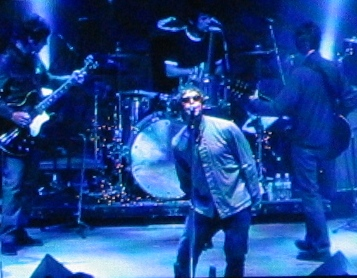
Wonderwall was dedicated "to all the ladies in the house" per Liam. Oasis Concert [09.11.2005

Músicos de BritPop, em geral, têm muita influência de bandas como Beatles, Led Zeppelin, Pink Floyd, The Rolling Stones, The Who, The Kinks, The Small Faces, Stone Roses e The Smiths.  e seus dois maiores grupos eram Blur e Oasis. Os líderes destas duas bandas — respectivamente Damon Albarn e os irmãos Liam e Noel Gallagher — tornaram-se notórios por protagonizarem uma rivalidade de estética e de liderança.
As primeiras bandas britânicas dos anos 90 surgiram com forte conteúdo político e dramático, refletindo a desilusão generalizada do contexto da Globalização e da consolidação do neoliberalismo na Europa. Assim, os Manic Street Preachers levantaram bandeiras marxistas enquanto o Radiohead e o The Verve traziam uma espécie de culto depressivo e poética pessimista; e a parte feminina representada pelo Elastica, com forte influência do new wave dos anos 70. Por outro lado, o estilo de vida cosmopolita, sintético e "metrossexual" era simbolizado por bandas como Suede, Pulp e Placebo, numa reedição da estética rave de Manchester na década anterior.
Outras diversas bandas BritPop tiveram início como "bandas de garagem", influenciadas pelo punk dos anos 70, como Muse, Ash e Idlewild, e depois suavizaram seus acordes e batidas para atingir um público mais amplo.

### Nova geração
A partir de 1998, surgem novas bandas que de certa forma repetem a rivalidade entre Blur e Oasis, principalmente a dupla Travis e Coldplay, abusando de pianos e cordas e por vezes dispensando guitarra elétrica. Nesta linha "romântica" e altamente radiofônica, também seguem os grupos Keane e Snow Patrol, entre outros.
Nos anos de 2004 e 2005, o gênero recebe novo fôlego com o aparecimento de releituras do punk (como feito pelos Libertines, Arctic Monkeys, Kaiser Chiefs), do glam (Franz Ferdinand, Klaxons) e de bandas inspiradas pelo sucesso do New Order nos anos 80, como Bloc Party, Maxïmo Park, The Rapture e Editors. Além destas, destaca-se The Killers que, apesar de ser da cidade norte-americana de Las Vegas, não esconde a fortíssima influência das bandas BritPop.
O "estilo" BritPop exerce enorme influência sobre bandas de rock em outros países da Europa, como a Suécia (The Hives e Mando Diao). Nos Estados Unidos, outra banda fortemente inspirada pelo estilo são os Strokes.

## Bandas de Britpop

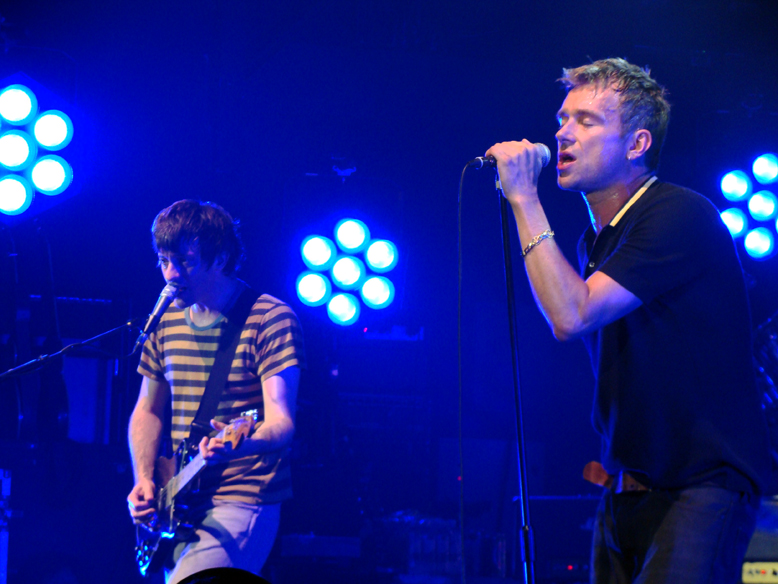
Graham Coxon(esquerda) e Damon Albarn do Blur em 2009

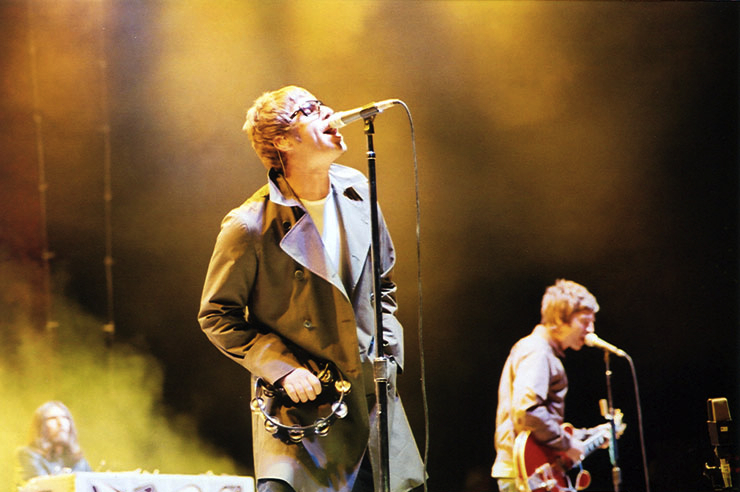
Noel e Liam Gallagher do Oasis

As seguintes bandas são normalmente consideradas parte do "estilo" BritPop:
- Arctic Monkeys (Inglaterra, 2004)
- Ash (Irlanda do Norte, 1992)
- Athlete (2003)
- Babyshambles (Inglaterra, 2004-)
- Beady Eye (Inglaterra, 2009-2014)
- Bloc Party (Inglaterra, 2003)
- The Bluetones (Inglaterra, 1994)
- Blur (Inglaterra, 1989)
- Catatonia (Gales)
- The Charlatans (Inglaterra, 1990)
- Clinic (Inglaterra, 1997)
- Coldplay (Inglaterra, 1998)
- Doves (Inglaterra, 1990s)
- Editors (Inglaterra, 2004)
- Elastica (Inglaterra, 1991-2001)
- Elbow (Inglaterra, 2001)
- Embrace (Inglaterra, 1997)
- Franz Ferdinand (Escócia, 2002)
- The Fratellis (Escócia, 2005)
- Idlewild (Escócia, 1998)
- JJ72 (Irlanda 1997-2006)
- James (Inglaterra, 1981)
- Kaiser Chiefs (Inglaterra, 2003)
- Kasabian (Inglaterra, 2003)
- Keane (Inglaterra, 1997)
- Klaxons (Inglaterra, 2005)
- The Kooks (Inglaterra, 2004)
- The Libertines (Inglaterra,2002-2004)
- Manic Street Preachers (Gales, 1986)
- Mansun (Inglaterra, 1995-2003)
- Maxïmo Park (Inglaterra, 2003)
- Muse (Inglaterra, 1994)
- Noel Gallagher's High Flying Birds (Inglaterra, 2011)
- Oasis (Inglaterra, 1991)
- Ocean Colour Scene (Inglaterra, 1992)
- PJ Harvey (Inglaterra, 1992)
- Placebo (Inglaterra, 1994)
- Pulp (Inglaterra, 1978)
- Radiohead (Inglaterra, 1985)
- Razorlight (Inglaterra-Suécia, 2002)
- Reverend and the Makers (Inglaterra, 2005)
- Sleeper (1995)
- Snow Patrol (Escócia, 1994)
- Starsailor  (Inglaterra, 2000)
- Stereophonics (Gales, 1992)
- Suede (Inglaterra, 1989-2001)
- Super Furry Animals (Gales, 1994)
- Supergrass (Inglaterra, 1994)
- The Thrills (Irlanda, 2001)
- Travis (Escócia, 1997)
- The Kooks (Inglaterra, 2004)
- The Verve (Inglaterra, 1989)
- The Ordinary Boys (Inglaterra 2005)
- The Ting Tings (Inglaterra, 2007)